# Tsimafei Zhukouski

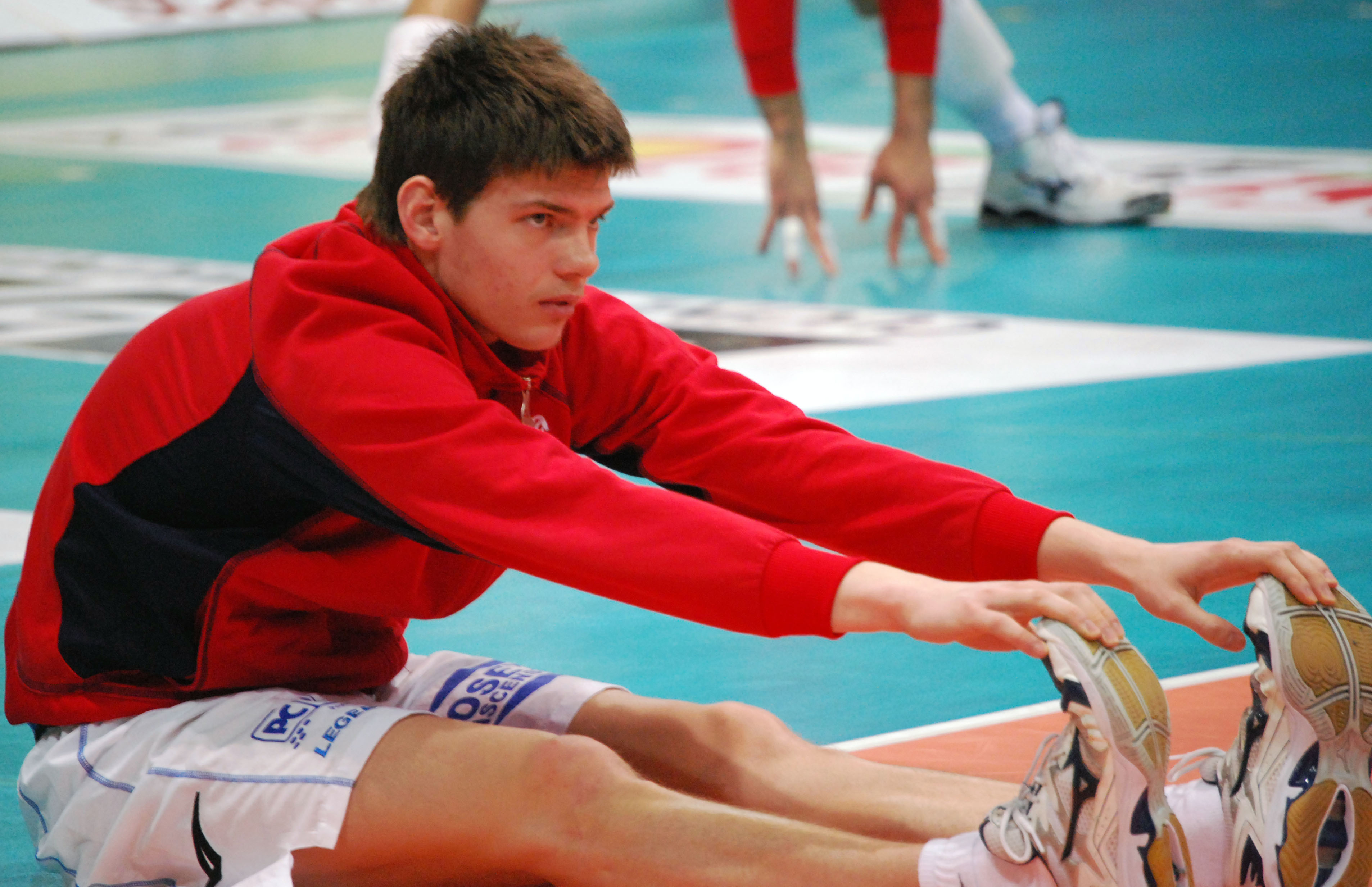
Tsimafei Zhukouski zawodnikiem RPA LuigiBacchi.it San Giustino

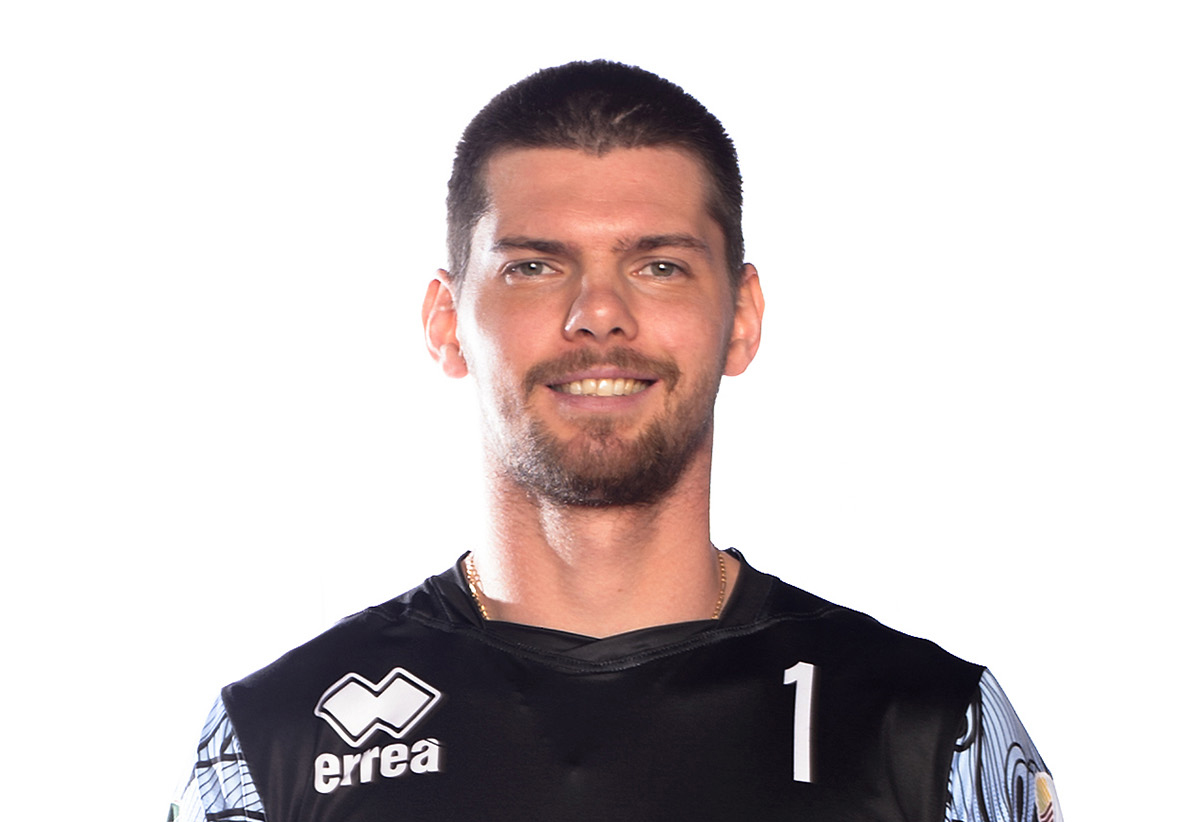
Tsimafei Zhukouski zawodnikiem Tonno Callipo Calabria Vibo Valentia

Tsimafei Zhukouski (biał. Цімафей Жукоўскі, Cimafiej Żukouski; ros. Тимофей Жуковский, Timofiej Żukowski; ur. 18 grudnia 1989 w Mińsku) – chorwacki siatkarz pochodzenia białoruskiego, grający na pozycji rozgrywającego, reprezentant Chorwacji. 

## Przebieg kariery
| Lata                 | Klub                                 |
| -------------------- | ------------------------------------ |
| 2006–2010            | HAOK Mladost Zagrzeb                 |
| 2010–2011            | RPA LuigiBacchi.it San Giustino      |
| 2011–2012            | Acqua Paradiso Monza Brianza         |
| 2012–2013            | CMC Rawenna                          |
| 2013–2014            | TSV Unterhaching                     |
| 2014 (do 18.10.2014) | Exprivia Neldiritto Molfetta         |
| 2015–2017            | Berlin Recycling Volleys             |
| 2017–2018            | Cucine Lube Banca Civitanova         |
| 2018–2019            | Tonno Callipo Calabria Vibo Valentia |
| 2019–2020            | Sir Safety Conad Perugia             |
| 2020–2022            | Fakieł Nowy Urengoj                  |
| 2022–2024            | PSG Stal Nysa                        |
| 2024–                | Yuasa Battery Grottazzolina          |

## Sukcesy klubowe
Liga chorwacka:
- 2007, 2008, 2010
- 2009[4]

Puchar Chorwacji:
- 2008, 2009

Puchar Challenge:
- 2010

Puchar Niemiec:
- 2016

Puchar CEV:
- 2016

Liga niemiecka:
- 2016, 2017

Klubowe Mistrzostwa Świata:
- 2017

Liga włoska:
- 2018

Liga Mistrzów:
- 2018

Superpuchar Włoch:
- 2019

## Sukcesy reprezentacyjne
Liga Europejska:
- 2013[5]
- 2023[6]

## Nagrody indywidualne
- 2013: Najlepszy zagrywający Ligi Europejskiej